# Thanthoni
Thanthoni é uma panchayat (vila) no distrito de Kapur, no estado indiano de Tamil Nadu.

## Demografia
Segundo o censo de 2001,  Thanthoni  tinha uma população de 31,541 habitantes. Os indivíduos do sexo masculino constituem 51% da população e os do sexo feminino 49%. Thanthoni tem uma taxa de literacia de 71%, superior à média nacional de 59.5%: a literacia no sexo masculino é de 77% e no sexo feminino é de 64%. Em Thanthoni, 11% da população está abaixo dos 6 anos de idade.